# Fluïdesa sexual
La fluïdesa sexual és el concepte i la idea que, en general, una persona pot anar variant de preferències sexuals al llarg de la seva vida. Aquestes no tenen per què correspondre sempre a una "etiqueta" vigent en la seva societat i no tenen per què succeir-se d'una en una. Poden ser variacions ràpides o lentes, progressives o rupturals, puntuals o que durin temporades més o menys llargues, alternades o no, més o menys nombroses o nul·les. Així, el fet que una persona mantingui la mateixa preferència al llarg de la seva vida és un cas particular (cap variació en cap moment) d'una fluïdesa sexual amb infinites opcions. La bisexualitat no té per què ser una transició entre l'homosexualitat i l'heterosexualitat. Segons aquesta teoria, la personalitat, en general, fluctua amb el temps, i el comportament social, quan és lliure, és en general molt fluid.
Es distingeix del gènere neutre o queer en el fet que la fluïdesa acull totes les opcions, com homosexualitat, bisexualitat, heterosexualitat, ni homes ni dones, hermafrodita, no gènere, gènere neutre, transgènere, tercer gènere, masculinitat, feminitat, etc., i pot aparéixer-ne una o més, alhora o en moments diferents, en cada instant i etapa de la vida. El gènere neutre és una més de les opcions.